# Kev Fox
Kev Fox, właśc. Kevin Richard Fox (ur. 1982 w Wielkiej Brytanii) – brytyjski wokalista i tekściarz.

## Życiorys
Urodził się w miasteczku niedaleko Middlesbrough. W młodości uczył się gry na pianinie, a z czasem również i na gitarze. W wieku 17 lat zamieszkał w Manchesterze, gdzie pracował w sklepie muzycznym i grał jako muzyk początkowo na ulicy, a następnie w klubach. W wieku 26 lat zamieszkał w Walii. Wówczas rozwinęła się jego kariera muzyczna – koncertował w Niemczech, Francji i Holandii. W 2010 przyjechał do Polski na zaproszenie pisarki Agnieszki Szczepańskiej, w celu zagrania na jej wieczorze autorskim. Celem pozyskania środków na podróż powrotną, zespół zdecydował się na odbycie trasy koncertowej. Wówczas Fox podczas koncertu w kinie Iluzjon w Warszawie poznał Andrzeja Smolika, z którym nagrał piosenkę L.O.O.T.T. Po trasie koncertowej latem 2010 po Polsce, Fox zamieszkał z partnerką w Poznaniu. Po nagraniu płyty w 2012, odbył trasę koncertową po krajach takich jak: Niemcy, Holandia, Belgia, Wielka Brytania, Francja, Portugalia, Hiszpania, Włochy i Polska. W 2015 wraz z Andrzejem Smolikiem wydał płytę Smolik / Kev Fox, za którą w 2016 zdobyli Fryderyka w kategorii Album roku – elektronika i alternatywa. W 2023 nagrali płytę Belly of the Whale.

## Życie prywatne
Odkąd mieszka w Polsce, zamieszkiwał m.in. w Poznaniu, Warszawie, Tucznie, Gdańsku i Sopocie.

## Wyróżnienia
| Rok  | Kategoria                              | Nagroda  | Uwagi                              |
| ---- | -------------------------------------- | -------- | ---------------------------------- |
| 2016 | Album roku – elektronika i alternatywa | Fryderyk | Laureat (Smolik / Kev Fox)         |
| 2016 | Teledysk roku                          | Fryderyk | Nominacja (Smolik / Kev Fox „Run”) |

## Dyskografia
| Tytuł              | Dane dot. albumu                                                  | Pozycja na liście | Sprzedaż | Certyfikat            |
| Tytuł              | Dane dot. albumu                                                  | POL               | Sprzedaż | Certyfikat            |
| Kev Fox            | Kev Fox                                                           | Kev Fox           | Kev Fox  | Kev Fox               |
| ------------------ | ----------------------------------------------------------------- | ----------------- | -------- | --------------------- |
| King for a Day     | - Data: 16 kwietnia 2012 - Wydawca: Gusstaff Records - Format: CD | –                 | +5000    | –                     |
| Smolik / Kev Fox   |                                                                   |                   |          |                       |
| Smolik / Kev Fox   | - Data: 23 października 2015 - Wydawca: Kayax - Format: CD        | 14                | +30 000  | ZPAV: platynowa płyta |
| Belly of the Whale | - Data: 11 października 2023 - Wydawca: Kayax - Format: CD        | 35                | –        | –                     |